# هوانورد (داستان کوتاه)
«هوانورد» (به فرانسوی: L'Aviateur) اولین داستان نویسندهٔ فرانسوی آنتوان دو سنت‌اگزوپری است. این داستان در سال ۱۹۲۶ نوشته شد و برای اولین بار در مجلهٔ لو نویر درژان (به فرانسوی: Le Navire d'argent) به چاپ رسید. این داستان خود بعدها اساس رمان پیک جنوب خود نویسنده شد.